# Elecciones legislativas de Colombia de 1968
Las elecciones legislativas de Colombia de 1968, se realizaron en el mes de marzo, siendo la última ocasión en la cual se eligió una Cámara de Representantes para un periodo de dos años. También se eligieron diputados de las Asambleas Departamentales y concejales municipales.
En el marco de los acuerdos del Frente Nacional, los partidos liberal y conservador se repartieron equitativamente los escaños de cada corporación. Sin embargo, ambos partidos concurrieron divididos a la urnas en un sector oficialista, el cual respaldaba el gobierno de Carlos Lleras Restrepo y un sector opositor representado en los miembros de la ANAPO, la disidencia del MRL denominada "Movimiento Revolucionario Liberal del Pueblo" (en coalición con el Partido Comunista) y la facción conservadora liderada por Álvaro Gómez Hurtado.

## Resultados
Los escaños del Congreso se distribuyeron de la siguiente forma:

### Partido Liberal
| Número        | Corriente               | Escaños Cámara | Porcentaje |
| ------------- | ----------------------- | -------------- | ---------- |
| 1             | Oficialistas            | 77             | 37.7%      |
| 2             | Oficialistas disidentes | 17             | 8.3%       |
| 3             | Anapistas               | 6              | 2.9%       |
| 4             | MRL del Pueblo          | 2              | 1%         |
| Total escaños | Total escaños           | 102            | 50%        |

### Partido Conservador
| Número        | Corriente                 | Escaños Cámara | Porcentaje |
| ------------- | ------------------------- | -------------- | ---------- |
| 1             | Unionistas (oficialistas) | 49             | 24%        |
| 2             | Anapistas                 | 28             | 13.7%      |
| 3             | Alvaristas                | 19             | 9.3%       |
| 4             | Alzatistas                | 5              | 2.5%       |
| 5             | Otros                     | 1              | 0.5%       |
| Total escaños | Total escaños             | 102            | 50%        |

## Fuente
- Dieter Nohlen (Editor), Elections in the Americas. Vol 2: South America. Oxford University Press, 2005